# Угловский, Павел Фёдорович
Павел Фёдорович Угловский (1902-1975) — генерал-лейтенант КГБ СССР, первый начальник Войск правительственной связи НКВД СССР.

## Биография

Могила Угловского на Введенском кладбище Москвы.

Павел Фёдорович Угловский родился 3 июля 1902 года в деревне Малый Межник (ныне — Шкловский район Могилёвской области Белоруссии). Окончил церковно-приходскую школу и школу второй ступени, после чего окончил курсы телеграфистов и работал на железнодорожной станции Орша. В 1924 году Угловский был призван на службу в Рабоче-Крестьянскую Красную Армию. Служил в войсках связи. В 1925 году Угловский окончил курсы военного голубеводства, после чего возглавлял опытную военную станцию голубеводства пограничного округа ГПУ Белорусской ССР. Позднее продолжал служить в подразделениях связистов пограничных частей Белорусской ССР.
Угловский окончил курсы при Киевской военной школе связи и академические курсы усовершенствования технического состава при Ленинградской военной электротехнической академии, после чего служил начальником технического отдела Московской пограничной школы связи НКВД СССР. С 1937 года Угловский возглавлял сначала отделение отдела связи, а затем и сам отдел Главного управления пограничных войск НКВД СССР. 3 мая 1942 года ему было присвоено звание генерал-майора войск связи.
С января 1943 года Угловский был назначен начальником Войск правительственной связи НКВД СССР, ведал всеми работами по обеспечению телефонной связи между Ставкой Верховного Главнокомандования, командованием фронтов и армий. Угловский внёс большой вклад в становление этих войск, непосредственно руководил формированием первых подразделений правительственной связи, которые сумели впервые вступить в действие уже во время Курской битвы лета 1943 года. В 1944 году Угловскому было присвоено воинское звание генерал-лейтенанта войск связи.
После окончания войны Угловский продолжал возглавлять войска правительственной связи. В 1959 году он вышел в отставку. Находясь на пенсии, работал председателем секции радиосвязи в райкоме ДОСААФ Москвы. Умер в 1975 году, похоронен на Введенском кладбище (29 уч.).
Был награждён орденом Ленина, тремя орденами Красного Знамени, орденами Суворова и Кутузова 2-й степени, Отечественной войны 1-й степени и Красной Звезды, рядом медалей и почётных знаков.